# Pareuchiloglanis macrotrema
Pareuchiloglanis macrotrema es una especie de peces de la familia Sisoridae en el orden de los Siluriformes.

## Morfología
• Los machos pueden llegar alcanzar los 16 cm de longitud total.

## Distribución geográfica
Se encuentra en la India, el Vietnam y China.